# Souzay-Champigny
Souzay-Champigny é uma comuna francesa na região administrativa da Pays de la Loire, no departamento de Maine-et-Loire. Estende-se por uma área de 8,92 km². Em 2010 a comuna tinha 778 habitantes (densidade: 87,2 hab./km²).